# Austrodromia parfemoralis
Austrodromia parfemoralis är en tvåvingeart som beskrevs av Teskey 1983. Austrodromia parfemoralis ingår i släktet Austrodromia och familjen puckeldansflugor.
Artens utbredningsområde är Ecuador. Inga underarter finns listade i Catalogue of Life.